# Grande-Synthe
Grande-Synthe – miejscowość i gmina we Francji, w regionie Hauts-de-France, w departamencie Nord.
Według danych na rok 1990 gminę zamieszkiwały 24 362 osoby, a gęstość zaludnienia wynosiła 1136 osób/km² (wśród 1549 gmin regionu Nord-Pas-de-Calais Grande-Synthe plasuje się na 23. miejscu pod względem liczby ludności, natomiast pod względem powierzchni na miejscu 46.).

## Miasta partnerskie
- Czerepowiec, Rosja
- Suwałki, Polska